# Kia cee'd (ED)
Kia Ceed er en bilmodel fra Kia, som produceres på samme fabrik i Žilina i Slovakiet som SUV'en Kia Sportage.
Hatchbackudgaven med 5 døre, blot benævnt cee'd blev introduceret på Paris Motor Show den 28. september 2006. Stationcarudgaven benævnt cee'd_sw blev introduceret i sommeren 2007, og hatchbackudgaven med 3 døre benævnt pro_cee'd i starten af 2008.
Motorerne har alle 4 cylindre og 16 ventiler. Ved introduktionen omfattede benzinmotorprogrammet en 1,4 med 109 hk, en 1,6 med 122 hk og en 2,0 med 143 hk. Alle tre benzinmotorer er udstyret med variabel ventilstyring. Dieselmotoren, benævnt CRDi, havde commonrail-indsprøjtning, turbolader og intercooler. Den var på 1,6 liter og havde 115 hk. I juli 2007 kom der en større dieselmotor på 2,0 liter med 140 hk, og i slutningen af 2007 fik 1,6 CVVT sin effekt øget til 125 hk. Partikelfilter på dieselmotorerne blev standard i 2008, samtidig med at 1,6 CRDi kom i en svagere udgave med 90 hk.
Kia Ceed var den første bil, som blev leveret med 7 års garanti på det danske marked. Dette blev den 1. januar 2010 udvidet til at omfatte alle Kias bilmodeller.
Ceed gennemgik et facelift i efteråret 2009, hvor både front, kabine og motorprogram blev ændret. Det betød at 1,4'eren blev neddroslet til 90 i stedet for 109 hk, samt at både 2,0 CVVT og 2,0 CRDi udgik på det danske marked. 2,0-modellerne udgik på alle markedet i sommeren 2010, da de ikke kunne opfylde Euro5-euronormen. 2,0 CVVT fik ingen afløser, mens 2,0 CRDi blev afløst af en stærkere udgave af 1,6 CRDi med 128 hk, dog fortsatte de oprindelige 90- og 115 hk-versioner.

## Billeder
- Kia cee'd '06−'09
- Kia cee'd '06−'09
- Kia cee'd '09−nu
- Kia cee'd '09−nu
- Kia pro_cee'd '06−'09
- Kia pro_cee'd '06−'09
- Kabine '06−'09
- Kabine '09−nu
- Kia cee'd_sw '06−'09
- Kia cee'd_sw '06−'09
- Kia cee'd_sw '09−nu
- Kia cee'd_sw '09−nu